# Bruno Mathsson
Bruno Mathsson (Värnamo, 13 januari 1907 - aldaar, 17 augustus 1988) was een Zweedse meubelontwerper en architect.

## Levensloop
Mathsson groeide op in een familie van meubelmakers. Zijn vader Karl Mathsson had een eigen meubelfabriek genaamd Firma Karl Mathsson waar Mathsson het vak leerde. Op zestienjarige leeftijd startte hij als meubelmaker. In de jaren twintig reisde Mathsson enkele malen per maand naar Göteborg om boeken te lenen bij de bibliotheek van het Röhsska konstslöjd museum om zich verder te ontwikkelen. In 1930 reisde hij naar Stockholm om daar de internationale expositie te bezoeken. Deze reis werd gefinancierd door de ontwerp- en industrieorganisatie van zijn woonplaats Värnamo. Het jaar daarna werd Mathsson gevraagd voor het ontwerpen van enkele meubelen voor het ziekenhuis van Värnamo. Voor het ziekenhuis ontwierp hij in 1931 een stoel die de naam Gräshoppan ("de sprinkhaan") kreeg.
In 1936 werd zijn werk voor het eerst tentoongesteld tijdens een expositie in het Röhsska konstslöjd museum in Göteborg. Een jaar later won hij een Grand Prix op de Wereldtentoonstelling van Parijs. In 1944 werd het werk van Mathsson voor het eerst tentoongesteld in het Museum of Modern Art (MoMA) in New York bij de expositie Art in Progress: 15th Anniversary Exhibitions: Design for Use.
Datzelfde jaar verlegde Mathsson zijn focus naar architectuur, ondanks hiervoor geen formele opleiding te hebben genoten. Hij onderzocht enkele methodes rond milieuvriendelijke woningen. Het glazen huis van de Amerikaanse architect Philip Johnson inspireerde hem om een glazen huis in Zweden te bouwen. Volgens Mathsson zou het Zweedse huis van de toekomst "een soort van plantenkas" zijn met een tropisch klimaat. Mathsson keek naar de Amerikaanse architect George Fred Keck om inspiratie op te doen voor een solhus (zonnehuis): een glazen huis dat overdag de warmte van de zon opneemt, en 's nachts vasthoudt. Het huis kon verder opgewarmd of afgekoeld worden door middel van airconditioning. Volgens Mathsson was het om die reden niet noodzakelijk meer dat ramen geopend konden worden. Dit idee grijpt terug op een citaat van Le Corbusier "la fênetre est faite pour éclairer, non pour ventiler" ("Ramen zijn voor verlichting, niet voor ventilatie"). Dit type ramen werd door Mathsson ook wel omschreven als fasta glasrutor ("vaste glazen ruiten").
Daarnaast stapte Mathsson af van de gebruikelijke prefab methode om huizen te bouwen met plankstomme (een type prefab muren) en opteerde voor skeletbouw waarin glazen panelen werden geplaatst. Tussen 1944 en 1956 bouwde hij ongeveer 35 gebouwen met deze methode, waaronder twee kledingfabrieken in zijn woonplaats Värnamo.

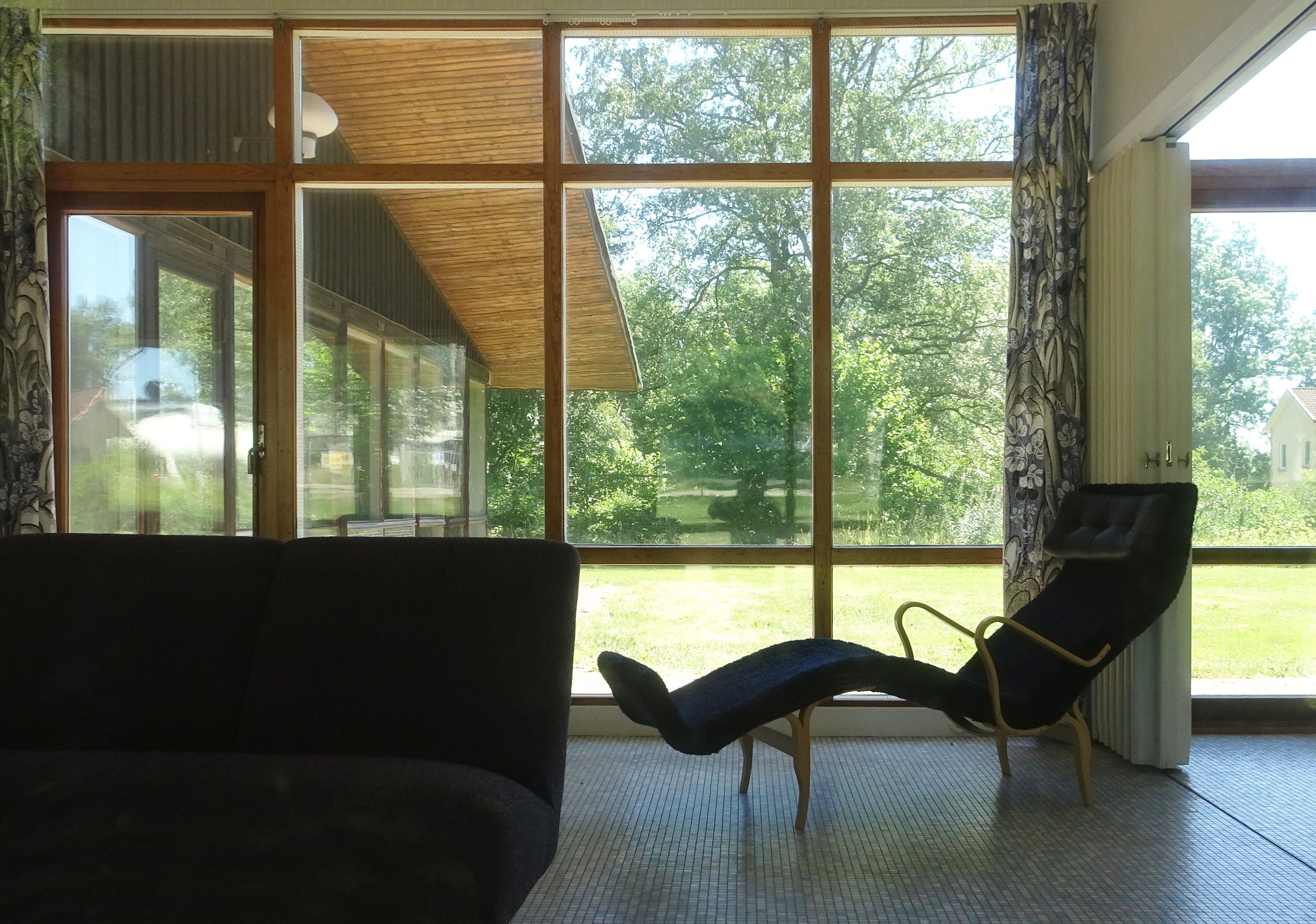
Kosta glashus

In 1948 vertrok Mathsson samen met zijn vrouw naar de Verenigde Staten voor een studiereis van zes maanden. In de Verenigde Staten ontmoette hij Eliel Saarinen, Walter Gropius, Marcel Breuer, Frank Lloyd Wright en Charles en Ray Eames. Hij werd hiertoe aangemoedigd door Edgar Kaufmann Jr. die Mathssons werk in 1944 in het MoMA had tentoongesteld. Rond 1950 ontwierp Mathsson driedubbelglas waarbij de ruimtes tussen de ramen werden gevuld met stikstof voor extra isolatie. De uitvinding kreeg de naam "Brunopane". De ramen waren veelal opgebouwd volgens een structuur die gebaseerd was op Japanse tatamimatten. In 1950 bouwde Mathsson zijn eigen showroom in Värnamo. Het gebouw werd geplaatst op een betonplaat waar vloerverwarming is was aangebracht, waardoor reguliere verwarmingen niet meer noodzakelijk waren. Hierdoor konden er ramen van vloer tot plafond geplaatst worden waardoor de buitenruimte en binnenruimte gevoelsmatig verbonden werden.
Tussen 1953 en 1954 bouwde Mathsson een showroom en arbeiderswoningen voor glasfabrikant Kosta. De arbeiderswoningen werden gebouwd in een L-vorm waardoor er aan de achterzijde van het gebouw een private tuin ontstond. Om te zorgen dat het huis in de zomer niet te warm zou worden, werden diepe dakoverstekken aangebracht. Na een grootschalige renovatie in 2006 en 2007 werd het Kosta glashus geclassificeerd als monument. In 1957 ontwierp Mathsson een huis dat in delen werd verscheept naar Rotterdam. Mathssons laatste architectuurproject was zijn privéwoning Villa Södrakull dat werd gebouwd in 1964 in Värnamo.
In 1960 ontwierp Mathsson samen met Piet Hein de tafel Superellips. De tafel werd door zowel Mathssons eigen bedrijf geproduceerd als door de Deense fabrikant Fritz Hansen. Zijn ontwerp voor een leunstoel genaamd Karin leidde in 1968 tot een samenwerking met de Zweedse meubelproducent Dux/ Bra Bohag. In 1976 ontwierp Mathsson een meubelcollectie voor de Japanse markt nadat hij en zijn vrouw in 1974 het land hadden bezocht. In 1981 ontving Mathsson de titel van professor van de Zweedse overheid. Mathsson overleed op 17 augustus 1988 in Värnamo.
Vanaf 1984 wordt jaarlijks de Bruno Mathsson prijs uitgereikt. Het is de belangrijkste designprijs in de Noordse landen.

## Prijzen en onderscheidingen
- Grand Prix (1937), Wereldtentoonstelling van Parijs.[4]
- Gregor Paulsson Prijs (1955)
- Prins Eugen Medaille (1965)
- Kungliga Vasaorden (1967)
- Nordic Craft and Design Award (1974)
- Lid van de The Royal Society of Art in London (1978)

## Werken (selectie)

### Architectuur
- Twee kledingfabrieken in Värnamo (1947-1948)
- 21 arbeiderswoningen in Värnamo (1947-1948)
- Showroom in Värnamo (1950)
- Enkele schoolgebouwen (1952-1954)
- Showroom en arbeiderswoningen voor glasfabrikant Kosta (1954)
- Villa voor glaskunstenaar Roy Andersson (1954)[8]
- Privéwoning voor zangeres Alice Babs (1957)
- Villa Södrakull, privéwoning van Mathsson (1964)

### Meubelen
- Gräshoppan (1931)
- Pernilla 2 (1944)
- Pernilla loungestoel (1945)
- Superellips tafel (1960), samen met Piet Hein
- Jetson leunstoel (1966)
- Leunstoel Karin (1968)

## Galerij

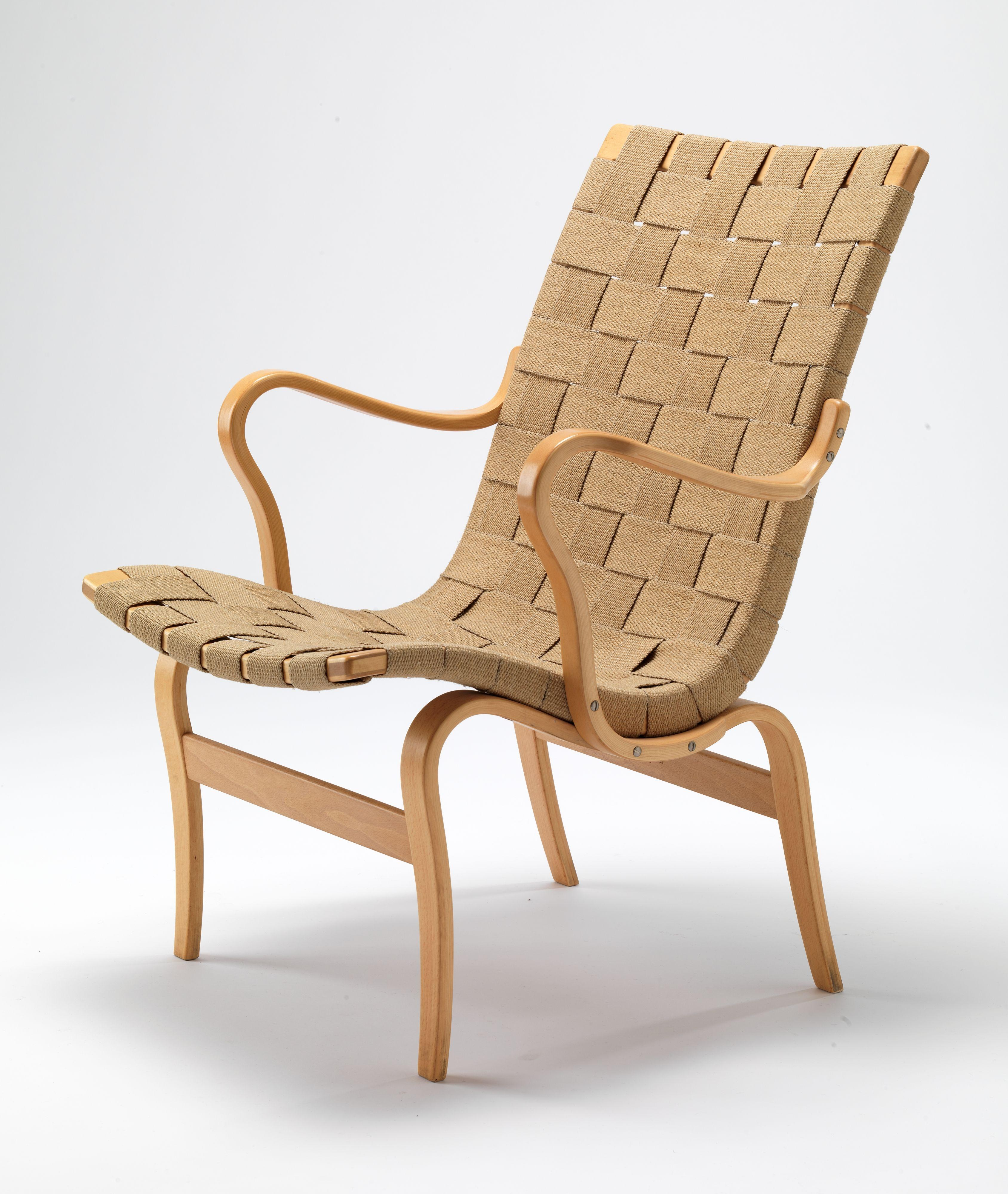
Stoel ontworpen door Mathsson (1933-1936)
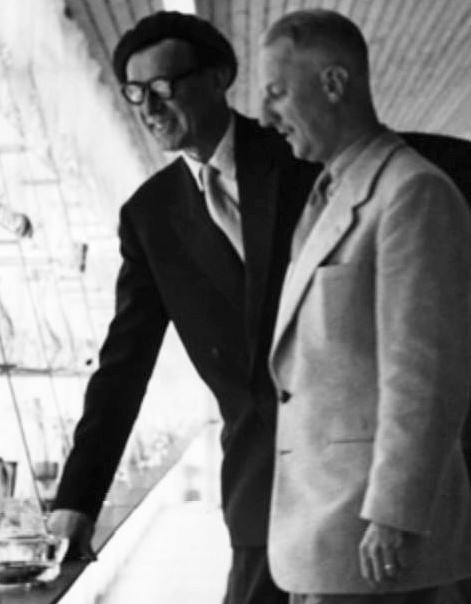
Bruno Mathsson samen met glasontwerper Vicke Lindstrand (1954)
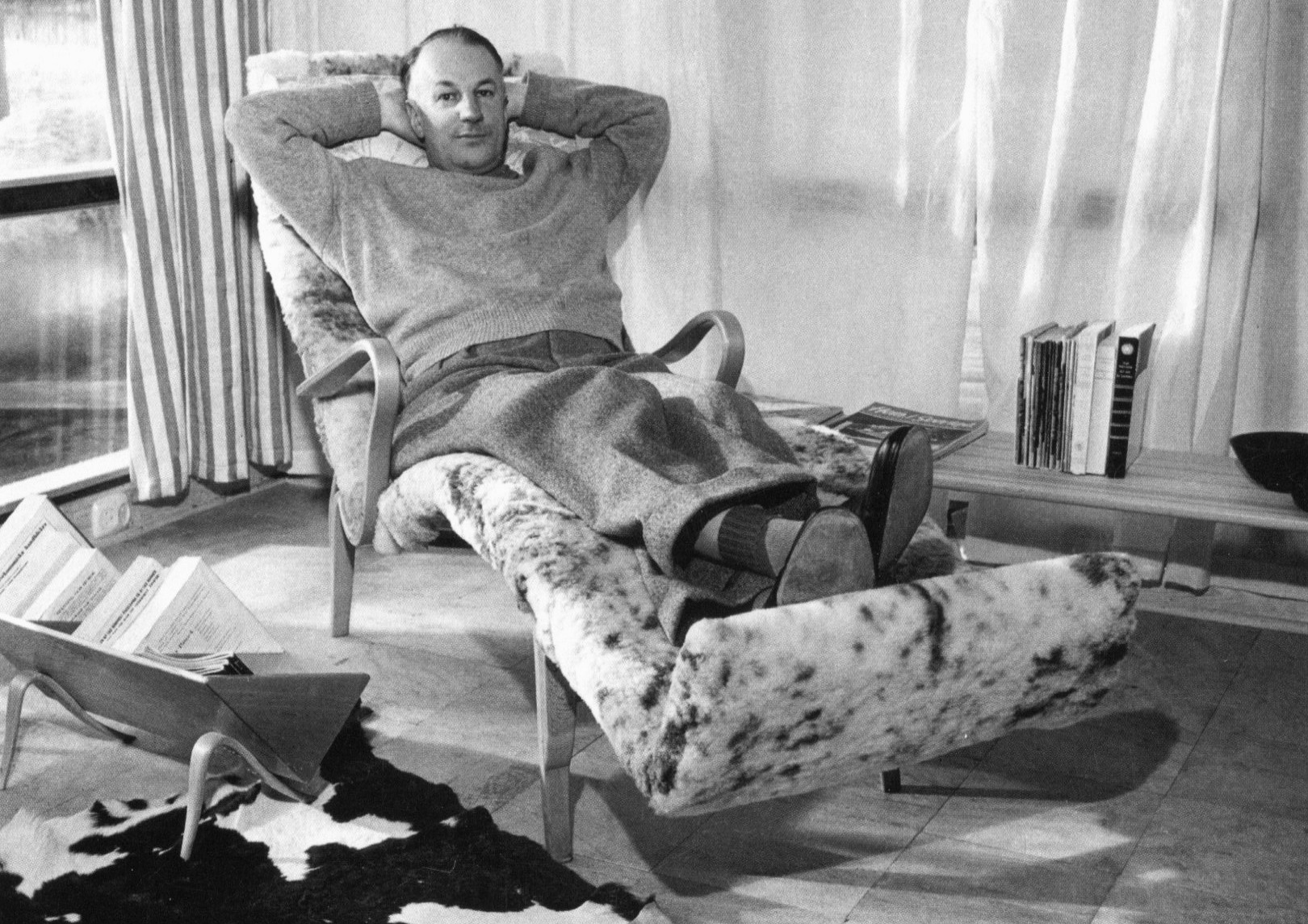
Bruno Mathsson op de door hem ontworpen stoel Pernilla
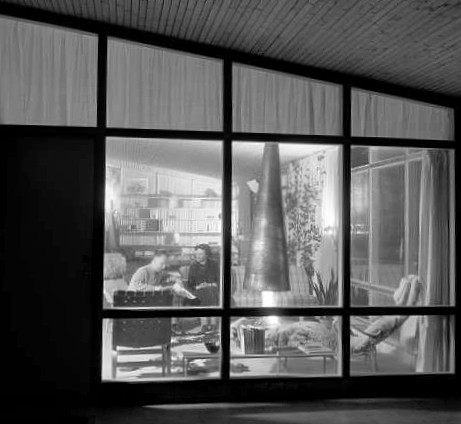
Bruno Mathsson met zijn vrouw Karin

- Bibsys: 90703586
- Bibliothèque nationale de France: cb12454420v (data)
- Gemeinsame Normdatei: 119146258
- International Standard Name Identifier: 0000 0000 5487 6199
- KulturNav: 5ac08879-8549-4d6c-ab06-a90342f148c4
- Library of Congress Control Number: n93092672
- Nationale en Universitaire bibliotheek Zagreb: 000051539
- Nederlandse Thesaurus van Auteursnamen: 311456936
- RKD-Nederlands Instituut voor Kunstgeschiedenis: 251961
- LIBRIS: 210915
- SNAC: w61g1zqb
- Système universitaire de documentation: 033703930
- Museum of New Zealand Te Papa Tongarewa: 48868
- Union List of Artist Names: 500333302
- Virtual International Authority File: 8191322
- WorldCat: E39PBJw94XK9YRXhQppD3Kvj4q